# (6197) Taracho
(6197) Taracho – planetoida z pasa głównego planetoid okrążająca Słońce w ciągu 3 lat i 201 dni w średniej odległości 2,33 au. Została odkryta 10 stycznia 1992 roku w obserwatorium w Karasuyama przez Shigeru Inodę i Takeshiego Uratę. Nazwa planetoidy pochodzi od japońskiego miasta Tara w prefekturze Saga, gdzie znajduje się Obserwatorium Tara. Nazwa została zasugerowana przez Y. Yamadę. Przed jej nadaniem planetoida nosiła oznaczenie tymczasowe (6197) 1992 AB1.